# Polypodium luerssenianum
Polypodium luerssenianum là một loài dương xỉ trong họ Polypodiaceae. Loài này được Domin mô tả khoa học đầu tiên năm 1928.
Danh pháp khoa học của loài này chưa được làm sáng tỏ. 